# Joaquín Martínez de Zúñiga y Díaz de Ilarraza
Joaquín Martínez de Zúñiga y Díaz de Ilarraza (Aguilar de Codés, 16 de junio de 1760 - Manila, 7 de marzo de 1818). Sacerdote y cronista español de las Filipinas.
Estudió en el Real Colegio de Misioneros Agustinos de Valladolid, donde profesó en 1779. Tras un año de estancia en México, embarcó en Acapulco con destino a Filipinas, llegando a Manila en agosto de 1786, siendo enviado a Batangas a estudiar la lengua tagala. Se le confiaron las parroquias de Batangas, Tambobon, Hagonoy, Calumpit, Passig y Parañaque. En 1790 es nombrado Lector; dos años después Secretario Provincial, en 1806 Prior Provincial y a continuación Calificador del Santo Oficio. 
Escribió Historia de las Islas Filipinas, publicada en Sampaloc en 1803 y traducida al inglés por John Maver en 1814 con el título An Historical View of the Philippine Islands y de ella se hicieron dos ediciones. De esta obra en castellano se tienen localizados cinco ejemplares: uno en la Biblioteca del Museo Naval de Madrid; dos en la Real Academia de la Historia; uno en el Seminario Diocesano-Facultad de Teología de Vitoria y otro en la Universidad de Navarra. La obra consta de 37 capítulos y abarca desde el descubrimiento de Filipinas por Fernando de Magallanes hasta la entrada de Anda en Manila al ser entregada por los ingleses en 1764.
Conoció a Alessandro Malaspina cuando éste llegó a Manila en 1792 al frente de una expedición científica que realizaba por las posesiones del Imperio en América, Asia y Oceanía.
A finales de 1799 el teniente general de la Armada Ignacio María de Álava y Navarrete llegó con una escuadra para organizar las fuerzas navales de Filipinas. En este viaje y en el siguiente en 1802, organizó sendas expediciones por todo el archipiélago. El hecho de que el general Álava eligiese para ambas a Fray Zúñiga como cicerone y guía, demuestra lo mucho que valía. Fruto de estos viajes escribió entre 1803 y 1805 su gran obra Estadismo de las Islas Filipinas, o mis viajes por este país. Aunque su intención debió ser publicarla, por causas que se desconocen quizá por censura ya que era bastante crítico con el comportamiento de las autoridades de la Colonia cuyo jefe era el general Aguilar, el manuscrito permaneció inédito hasta 1893 que fue publicado por Retana. La obra de Martínez de Zúñiga en dos tomos, se compone de 29 capítulos en los cuales se describe con mucha exactitud la mayor parte de las islas del archipiélago. Es un tratado de historia, geografía, etnografía y geología que hasta entonces no existía por lo que se convirtió en una obra clave en la bibliografía de Filipinas. Del Estadismo se encuentran ejemplares en muchas bibliotecas españolas.
Tradujo e imprimió la obra de Le Gentil con el título de Viajes. También escribió temas religiosos como la Historia y Novena de la Virgen del Buen Suceso. Sin duda, Fray Joaquin Martínez de Zúñiga, agustino calzado OSA es el personaje más ilustre nacido en Aguilar de Codés.
- Datos: Q9012271
- Multimedia: Joaquín Martínez de Zúñiga / Q9012271